# 七甸站 (南昆铁路)
七甸站是位于云南省昆明市呈贡区七甸街道的一个铁路车站，建于1997年。
七甸站隶属昆明铁路局管辖，西距昆明站38公里，东距威舍站272公里，南宁站792公里。该站仅办理昆明与威舍间普慢列车的旅客乘降。

## 历史
建于1997年。